# 无斑巨花鮨
无斑巨花鮨（学名：Giganthias immaculatus）为鮨科巨花鮨属的鱼类，又名巨棘花鲈、桃紅大花鮨。分布于台湾大溪等。该物种的模式产地在日本伊豆大島。其种加词“immaculatus”意为“无斑的”。

## 分布
本魚僅分布於日本及台灣之間的海域。

## 深度
水深200公尺左右。

## 特徵
本魚體長橢圓形，側扁而粗壯，頭背部弧形；眶間區微凹。眼大；長於吻長。口大；前後鼻孔接近；鰓耙密集且長。鱗片大型；上下頷有絨毛狀寬齒帶。左右胸鰭不對稱。前鰓蓋骨有細鋸齒，主鰓蓋骨有3強棘。體側呈淡紫色，腹面較淡，由吻部背面至眼下有一紫色條紋，背鰭有不規則的黃色斑點。體被細小櫛鱗。背鰭具硬棘9枚，第2至8硬棘先端鋸齒狀，軟條13枚；臀鰭硬棘3枚，軟條8枚；腹鰭腹位，末端延伸幾達肛門開口。體長可達30公分。

## 生態
主要鰭息在岩礁水域，以動物性浮游生物為食，很少有群游之現象，大多獨游。

## 經濟利用
為深海的食用魚，適合清蒸食用。